# Wałbrzych
Wałbrzych (tysk Waldenburg, tjekkisk Valdenburk) er en by i det sydvestlige Polen ved floden Pełcznica. Den ligger i Województwo dolnośląskie og har en befolkning på 126.465 (2006). Schlesiens største slot, Książ, befinder sig indenfor bygrænsen til Wałbrzych.